# نيكولا رومانو
نيكولا رومانو (الروسية: Николай Михайлович) (و. 1859 – 1919 م) هو مؤرخ، وعالم بقشريات الأجنحة، وعسكري، وعالم حشرات، من الإمبراطورية الروسية، ويحمل رتبة عسكرية فريق، توفي في سانت بطرسبرغ، عن عمر يناهز 60 عاماً.

## جوائز
حصل على جوائز منها:
- نيشان فرسان القديس إسكندر نيڤيتسكي
- وسام القديس فلاديمير من الدرجة الرابعة  [لغات أخرى]‏
- وسام القديس فلاديمير من الدرجة الثالثة  [لغات أخرى]‏
- ترتيب القديس ستانيسلاوس من الدرجة الأولى  [لغات أخرى]‏
- ترتيب سانت آنا الدرجة الأولى  [لغات أخرى]‏
- وسام العقاب الأبيض
- نيشان القديس ألكسندر نيفيسكي [الإنجليزية]‏.